# Славенщина
Славенщина (укр. Славенщина) — село в Народичском районе Житомирской области, Украина. Основано в 1812 году.
Население по переписи 2001 года составляет 119 человек. Занимает площадь 0,678 км².
Код КОАТУУ — 1823786603. Почтовый индекс — 11421. Телефонный код — 4140.

## Адрес местного совета
11421, Житомирская область, Народичский р-н, с. Новый Дорогинь.